# 甘肃省人民委员会
甘肃省人民委员会是1958年11月至1968年间中华人民共和国甘肃省的省级国家行政机关。

## 历任领导

### 甘肃省二届人大期间
- 任期：1958年10月－1964年9月
- 省长：邓宝珊
- 副省长：马鸿宾、霍维德、黄正清、马青年、张鹏图、黄罗斌、李培福、葛士英

### 甘肃省三届人大期间
- 任期：1964年9月－1968年
- 省长：邓宝珊
- 副省长：胡继宗、杨一木、葛士英、李培福、王孝慈、韩练成、何成湘、王国瑞、赵文献